# Solano Baxo
Solano Baxo (spanisch Solano de Abajo) ist ein Weiler in der Parroquia Villoria der Gemeinde Laviana in der autonomen Gemeinschaft Asturien in Spanien.

## Geographie
Solano Baxo ist ein Dorf/Weiler mit 6 Einwohnern (2011). 
Solano Baxo ist 7,5 km von Pola de Laviana, dem Hauptort der Gemeinde Laviana, entfernt.

## Wirtschaft
Seit alters her wird Kohle und Eisen in der Region abgebaut, heute baut noch die Tourismusindustrie daran auf. Die Land- und Forstwirtschaft prägt seit jeher die Region.

## Klima
Angenehm milde Sommer mit ebenfalls milden, selten strengen Wintern. In den Hochlagen können die Winter durchaus streng werden.